# Підводні човни типу «Херой»
| Підводні човни типу «Херой»                       | Підводні човни типу «Херой»                 | Підводні човни типу «Херой»                 |
| ------------------------------------------------- | ------------------------------------------- | ------------------------------------------- |
| Подморнице класе Херој Podmornice klase Heroj     |                                             |                                             |
|                                                   |                                             |                                             |
| П-821 «Херой» в музеї «Porto Montenegro» в Тіваті |                                             |                                             |
| Під прапором                                      | Югославія                                   | Югославія                                   |
| Проєкт                                            |                                             |                                             |
| Основні характеристики                            |                                             |                                             |
| Швидкість (надводна)                              | 16 вузлів (дизель)                          | 16 вузлів (дизель)                          |
| Швидкість (підводна)                              | 10 вузлів (електродвигун)                   | 10 вузлів (електродвигун)                   |
| Автономність плавання                             | 9700 миль (на 9 вузлах)                     | 9700 миль (на 9 вузлах)                     |
| Екіпаж                                            | 55 чоловік                                  | 55 чоловік                                  |
| Розміри                                           |                                             |                                             |
| Довжина найбільша (по КВЛ)                        | 64 м                                        | 64 м                                        |
| Ширина корпусу найб.                              | 7,2 м                                       | 7,2 м                                       |
| Середня осадка (по КВЛ)                           | 5 м                                         | 5 м                                         |
| Водотоннажність надводна                          | 1170 т                                      | 1170 т                                      |
| Озброєння                                         |                                             |                                             |
| Торпедно- мінне озброєння                         | 6 x 533-мм ТА 20 Мін або 10 запасних торпед | 6 x 533-мм ТА 20 Мін або 10 запасних торпед |

Підво́дні човни типу «Херой» (серб. Подморнице класе Херој, хорв. Podmornice klase Heroj) — підводні човни ВМС Югославії 1970-1990-х років.

## Історія створення
Підво́дні човни типу «Херой» були збудовані на верфі «Brodogradilište specijalnih objekata» у Спліті. Порівняно з підводними човнами  типу «Сутьєска» мали модернізований корпус та систему управління.
На човнах були встановлені радянські гідролокатори та озброєння.

## Представники
| Назва         | Заводський номер | Закладено | Спущено на воду | Ввід у стрій | Доля                                                                       |
| ------------- | ---------------- | --------- | --------------- | ------------ | -------------------------------------------------------------------------- |
| «Херой» Херој | П 821            | 1964 рік  | 1967 рік        | 1968 рік     | знятий з озброєння у 2004 році, експонат музею «Porto Montenegro» в Тіваті |
| «Юнак» Јунак  | П 822            | 1965 рік  | 1968 рік        | 1969 рік     | знятий з озброєння і зданий за злам у 1997 році                            |
| «Ускок» Ускок | П 823            | 1966 рік  | 1970 рік        | 1970 рік     | знятий з озброєння у 1998 році, зданий за злам у 2007 році                 |